# Mayrègne
Mayrègne – miejscowość i gmina we Francji, w regionie Oksytania, w departamencie Górna Garonna.
Według danych na rok 1990 gminę zamieszkiwało 21 osób, a gęstość zaludnienia wynosiła 4 osób/km² (wśród 3020 gmin regionu Midi-Pyrénées Mayrègne plasuje się na 1042. miejscu pod względem liczby ludności, natomiast pod względem powierzchni na miejscu 1467.).